# Corrales FBC
Corrales FBC es un club de fútsal ubicado en el Barrio Obrero de Asunción en Paraguay. El club milita en la liga de fútsal de la Asociación Paraguaya de Fútbol.

## Historia

### 2002
En el 2002, Corrales militó en la División de Ascenso de la Asociación Paraguaya de Fútbol.

### 2003
En el 2003, el club jugó en la División Intermedia (Copa de Bronce) del campeonato de fútsal de la Asociación Paraguaya de Fútbol, siendo derrotdo 6 a 4 contra Luis Guanella en la primera fecha de su grupo Serie A.

### 2009
En el 2009, el club citó uno de sus equipos para el Campeonato Fútsal Senior organizado por el Club Fomento de Barrio Obrero de Asunción.

## Sede

### Ubicación
El club está ubicado en el Barrio Obrero de Asunción.

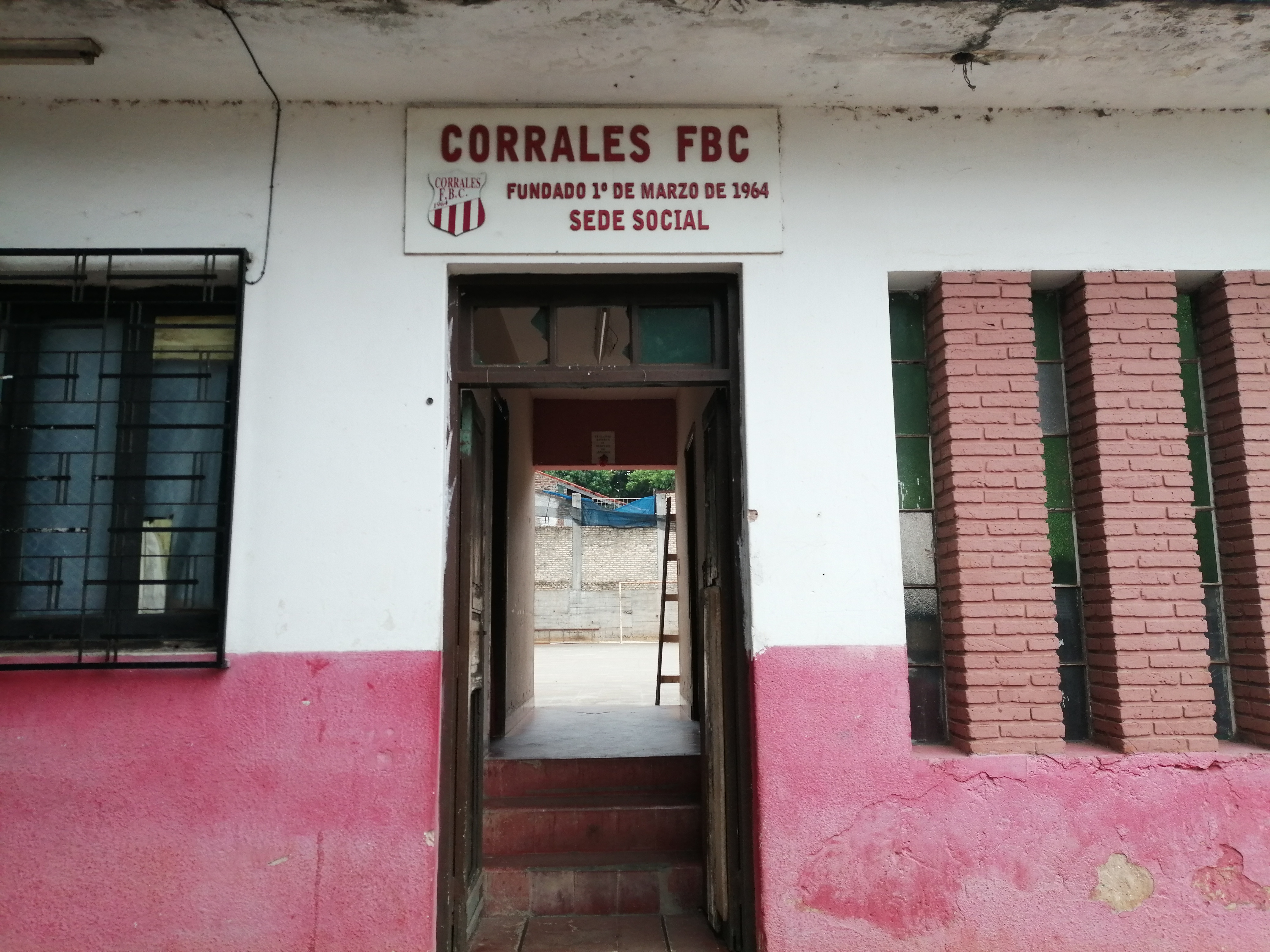
Vista de la entrada del club de la calle 11 Proyectadas
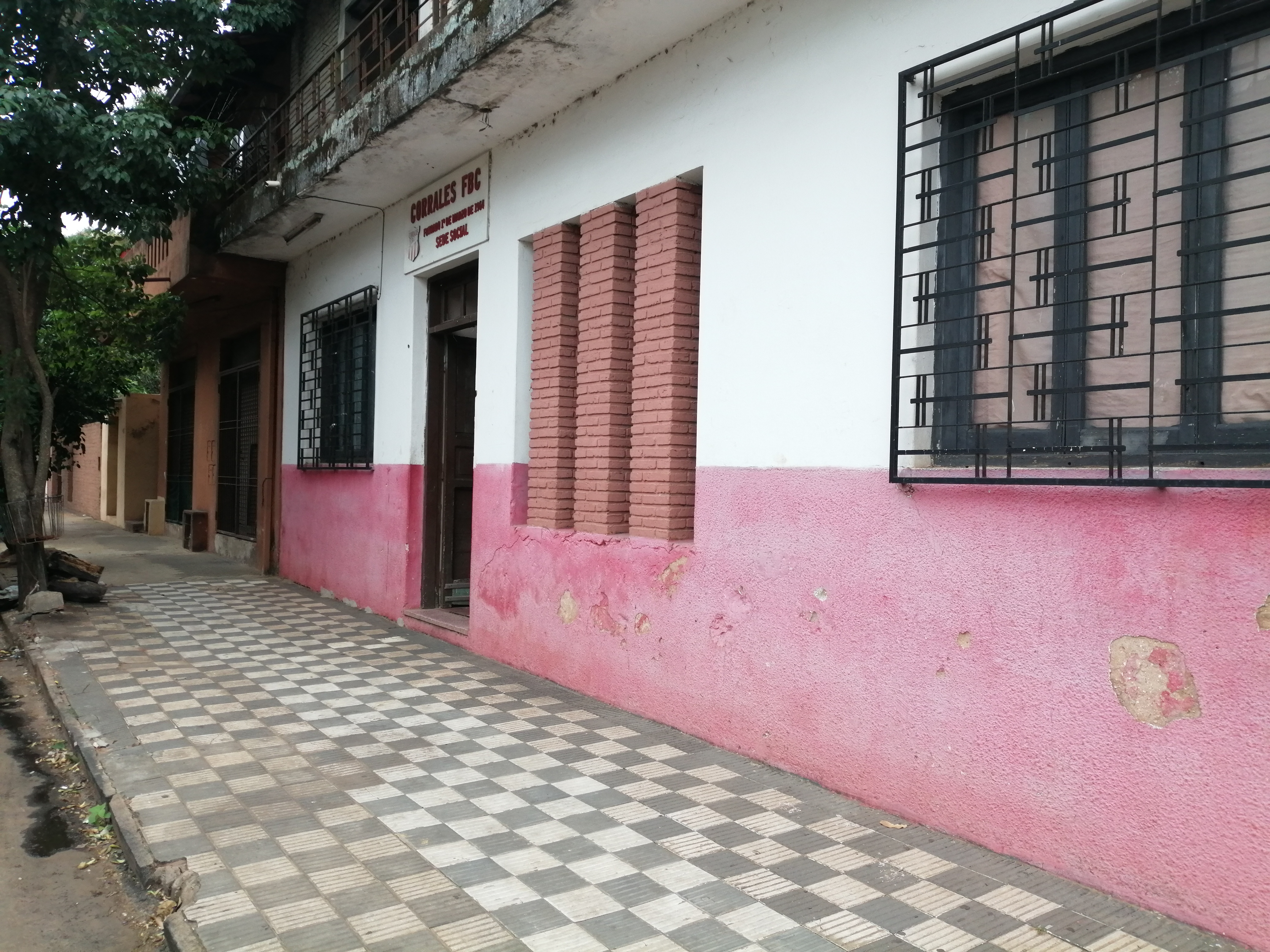
Vista exterior del club de la calle 11 Proyectadas